# Пузур-Иштар
Пузур-Иштар (аккад. 𒆃𒊭𒁹𒁯; ум. ок. 2025 г. до н. э.) — лугаль (владыка) Третьего царства Мари около 2050—2025 годов до н. э. Он был современником Третьей династии Ура и, вероятно, их вассалом.

## Жизнеописание

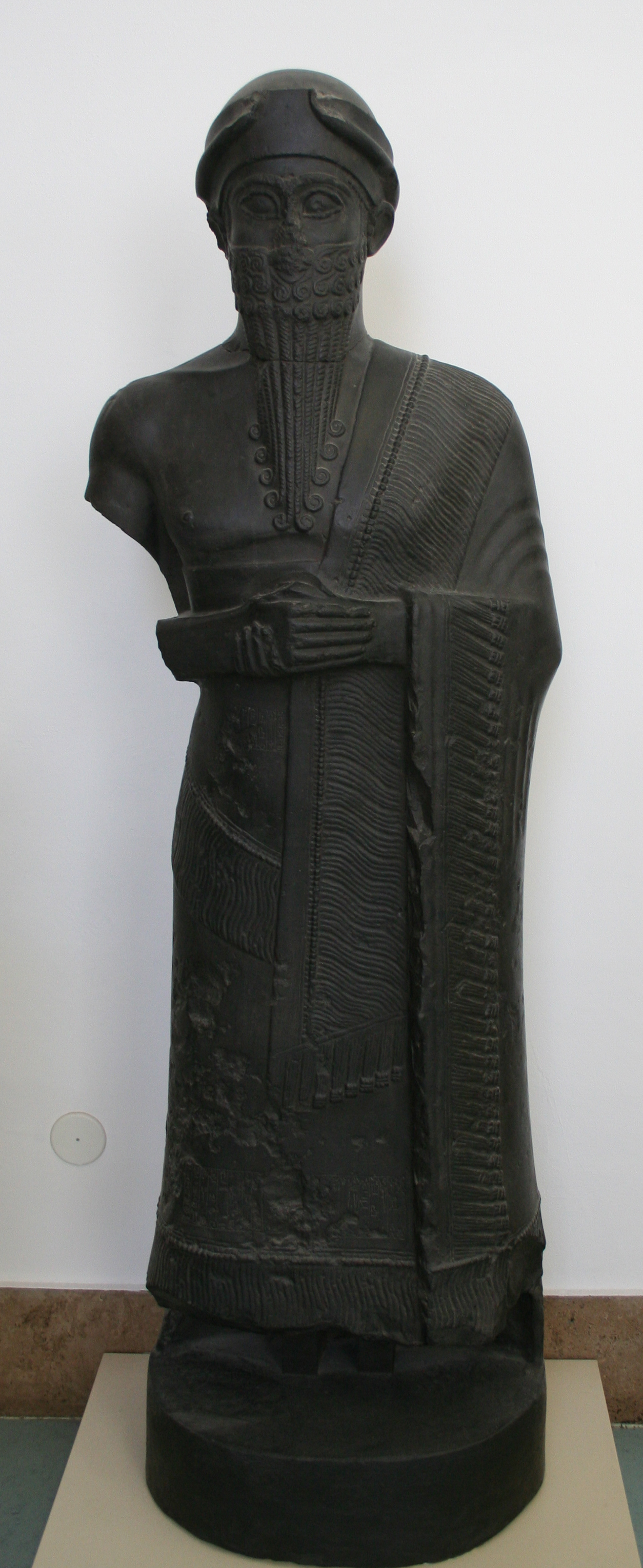
Берлинская статуя Пузур-Иштара

Происходил из династии Шакканакку (титул на аккадском языке, обозначавший военного губернатора). Сын Тура-Дагана. Точно неизвестно его отец или он сам восстановил титулование как лугаля. При этом сохранял должность шакканакку. Последнее свидетельствует о сохранении номинальной зависимости от Третьей династии Ура, цари которого обращались к Пузур-Иштару как к шакканакку. В отношениях внутри государства использовал титул лугаль. Об этом свидетельствует изображение Пузур-Иштара в колпаке, что может свидетельствовать о теократическом характере его власти, а потому независимости от соседей.
Укреплению власти способствовало назначение его брата Милага на значительную жреческую должность. К этому времени приходит начало подъёма искусства, проявившегося в архитектуре и скульптуре. Примером являются собственные статуи самого Пузур-Иштара, по качеству соответствующие скупльтуре Ура и Вавилона. Одна из них хранится в берлинском Музее Передней Азии, другая — в Музее Древнего Востока в Стамбуле. Последняя когда-то стояла в одном из святилищ дворца Зимри-Лима, но была обнаружена в дворце Навуходоносора в Вавилоне (604—562 до н. э.), куда, вероятно, была перевезена в качестве трофея.
Царствовал 25 лет. При его владычестве аморейские вожди приобрели значительное преимущество, активно стали влиять на политику Мари. Ему наследовали последовательно сыновья Гитлал-Эрра и Ганун-Даган.